# Liga etíope de fútbol
La Ethiopian Premier League o  liga etíope de fútbol es la máxima competición del fútbol profesional en Etiopía, se disputa desde 1944 y está organizada por la Federación Etíope de Fútbol.
Los clubes eritreos (Asmara) participaron en este campeonato hasta 1993, año de la Independencia de Eritrea.

## Formato
La liga está compuesta por 14 clubes. El equipo campeón obtiene la clasificación a la Liga de Campeones de la CAF.

## Equipos participantes

### Temporada 2022-23

Etiopía.

| Club                | Ciudad       | Estadio              | Capacidad |
| ------------------- | ------------ | -------------------- | --------- |
| Adama City          | Adama        | Abebe Bikila Stadium | 4,000     |
| Legetafo Legedadi   | Addis Ababa  | Addis Ababa Stadium  | 35,000    |
| Arba Minch          | Arba Minch   | Arba Minch Stadium   | 5,000     |
| Bahir Dar Kenema    | Bahir Dar    | Bahir Dar Stadium    | 60,000    |
| Dire Dawa City      | Dire Dawa    | Dire Dawa Stadium    | 18,000    |
| Ethiopian Coffee    | Addis Ababa  | Addis Ababa Stadium  | 35,000    |
| Fasil Kenema        | Gondar       | Fasiledes Stadium    | 20,000    |
| Hadiya Hossana      | Hossana      | Abiy Hersamo Stadium | 5,000     |
| Hawassa City        | Hawassa      | Hawassa Stadium      | 25,000    |
| Ethiopian Insurance | Addis Ababa  | Addis Ababa Stadium  | 35,000    |
| Mekelakeya          | Addis Ababa  | Addis Ababa Stadium  | 35,000    |
| Saint George        | Addis Ababa  | Addis Ababa Stadium  | 35,000    |
| Ethio Electric      | Addis Ababa  | Addis Ababa Stadium  | 35,000    |
| Sidama Coffee       | Hawassa      | Hawassa Stadium      | 25,000    |
| Wolaitta Dicha      | Wolaita Sodo | Sodo Stadium         | 30,000    |
| Wolkite City        | Wolkite      | Wolkite Stadium      | 1,500     |

## Palmarés
| Temporada                | Campeón                                      | Subcampeón                                   |
| Campeonato Nacional      | Campeonato Nacional                          | Campeonato Nacional                          |
| ------------------------ | -------------------------------------------- | -------------------------------------------- |
| 1944                     | British Military Mission to Ethiopia         |                                              |
| 1945 - 1947              | Liga no disputada                            | Liga no disputada                            |
| 1948                     | Key Baher FC                                 |                                              |
| 1949                     | Army SC                                      |                                              |
| 1950                     | Saint-George SA                              |                                              |
| 1951                     | Army SC                                      |                                              |
| 1952                     | Army SC                                      |                                              |
| 1953                     | Army SC                                      |                                              |
| 1954                     | Army SC                                      |                                              |
| 1955                     | Hamassien                                    |                                              |
| 1956                     | Mechal SC                                    |                                              |
| 1957                     | Hamassien                                    |                                              |
| 1958                     | Embassoria FC (Akale Guzay)                  |                                              |
| 1959                     | Tele SC Asmara                               |                                              |
| 1960                     | Cotton Factory Club                          |                                              |
| 1961                     | Ethio-Cement FC                              |                                              |
| 1962                     | Cotton Factory Club                          |                                              |
| 1963                     | Cotton Factory Club                          |                                              |
| 1964                     | Ethio-Cement FC                              |                                              |
| 1965                     | Cotton Factory Club                          |                                              |
| 1966                     | Saint-George SA                              |                                              |
| 1967                     | Saint-George SA                              |                                              |
| 1968                     | Saint-George SA                              |                                              |
| 1969                     | Tele SC Asmara                               |                                              |
| 1970                     | Tele SC Asmara                               |                                              |
| 1971                     | Saint-George SA                              |                                              |
| 1972                     | Asmara FC                                    |                                              |
| 1973                     | Asmara FC                                    |                                              |
| 1974                     | Embassoria FC                                |                                              |
| 1975                     | Saint-George SA                              |                                              |
| 1976                     | Mechal SC                                    |                                              |
| 1977                     | Medr Babur                                   |                                              |
| 1978                     | Ogaden Anbassa                               |                                              |
| 1979                     | Omedla FC                                    |                                              |
| 1980                     | Tegl Fre FC                                  |                                              |
| 1981                     | Ermejachen FC                                |                                              |
| 1982                     | Mechal SC                                    |                                              |
| 1983                     | Cotton Factory Club                          |                                              |
| 1984                     | Mechal SC                                    |                                              |
| 1985                     | Brewery Addis Abeba                          |                                              |
| 1986                     | Brewery Addis Abeba                          |                                              |
| 1987                     | Saint-George SA                              |                                              |
| 1988                     | Mechal SC                                    |                                              |
| 1989                     | Mechal SC                                    |                                              |
| 1990                     | Brewery Addis Abeba                          |                                              |
| 1991                     | Saint-George SA                              |                                              |
| 1992                     | Saint-George SA                              |                                              |
| 1993                     | EEPCO FC                                     |                                              |
| 1994                     | Saint-George SA                              |                                              |
| 1995                     | Saint-George SA                              |                                              |
| 1996                     | Saint-George SA                              |                                              |
| 1997                     | Ethiopian Coffee FC                          | Wolayta Toussa                               |
| Ethiopian Premier League |                                              |                                              |
| 1997–98                  | EEPCO FC                                     | Medhin FC                                    |
| 1998–99                  | Saint-George SA                              | Awassa City FC                               |
| 1999–00                  | Saint-George SA                              | EEPCO FC                                     |
| 2000–01                  | EEPCO FC                                     | Saint-George SA                              |
| 2001–02                  | Saint-George SA                              | Ethiopian Coffee FC                          |
| 2002–03                  | Saint-George SA                              | Arba Minch FC                                |
| 2003–04                  | Awassa City FC                               | Ethiopian Coffee FC                          |
| 2004–05                  | Saint-George SA                              | Trans Ethiopia FC                            |
| 2005–06                  | Saint-George SA                              | EEPCO FC                                     |
| 2006–07                  | Awassa City FC                               | ----------                                   |
| 2007–08                  | Saint-George SA                              | Adama City FC                                |
| 2008–09                  | Saint-George SA                              | Ethiopian Coffee FC                          |
| 2009–10                  | Saint-George SA                              | Dedebit FC                                   |
| 2010–11                  | Ethiopian Coffee FC                          | Saint-George SA                              |
| 2011–12                  | Saint-George SA                              | Dedebit FC                                   |
| 2012–13                  | Dedebit FC                                   | Saint-George SA                              |
| 2013–14                  | Saint-George SA                              | Ethiopian Coffee FC                          |
| 2014–15                  | Saint-George SA                              | Dedebit FC                                   |
| 2015–16                  | Saint-George SA                              | Ethiopian Coffee FC                          |
| 2016–17                  | Saint-George SA                              | Dedebit FC                                   |
| 2017–18                  | Jimma Aba Jifar FC                           | Saint-George SA                              |
| 2018–19                  | Mekelle 70 Enderta FC                        | Sidama Coffee FC                             |
| 2019-20                  | Abandonado debido a la pandemia del COVID-19 | Abandonado debido a la pandemia del COVID-19 |
| 2020–21                  | Fasil Kenema SC                              | Ethiopian Coffee FC                          |
| 2021–22                  | Saint-George SA                              | Fasil Kenema SC                              |
| 2022–23                  | Saint-George SA                              | Bahir Dar Kenema                             |

## Títulos por club
| Club                                        | Ciudad      | Campeón | Años campeón |
| ------------------------------------------- | ----------- | ------- | --- |
| Saint-George SA (Incluye Brewery)           | Addis Abeba | 31      | 1950, 1966, 1967, 1968, 1971, 1975, 1985, 1986, 1987, 1990, 1991, 1992, 1994, 1995, 1996, 1999, 2000, 2002, 2003, 2005, 2006, 2008, 2009, 2010, 2012, 2014, 2015, 2016, 2017, 2022, 2023 |
| Defence Force SC (Incluye Army y Mechal)    | Addis Abeba | 11      | 1949, 1951, 1952, 1953, 1954, 1956, 1976, 1982, 1984, 1988, 1989 |
| Cotton Factory Club                         | Dire Dawa   | 5       | 1960, 1962, 1963, 1965, 1983 |
| Asmara FC (Incluye Hamassien)               | Asmara      | 4       | 1955, 1957, 1972, 1973 |
| EEPCO FC                                    | Addis Abeba | 3       | 1993, 1998, 2001 |
| Tele SC                                     | Asmara      | 3       | 1959, 1969, 1970 |
| Ethiopian Coffee FC                         | Addis Abeba | 2       | 1997, 2011 |
| Embassoria FC (Incluye Akale Guzay)         | Asmara      | 2       | 1958, 1974 |
| Ethio-Cement FC                             | Dire Dawa   | 2       | 1961, 1964 |
| Awassa City FC                              | Awassa      | 2       | 2004, 2007 |
| British Military Mission to Ethiopia (BMME) | Addis Abeba | 1       | 1944 |
| Key Baher FC                                | Addis Abeba | 1       | 1948 |
| Medr Babur                                  | Dire Dawa   | 1       | 1977 |
| Ogaden Anbassa                              | Harar       | 1       | 1978 |
| Omedla FC                                   | Addis Abeba | 1       | 1979 |
| Tegl Fre FC                                 | Addis Abeba | 1       | 1980 |
| Ermejachen FC                               | Addis Abeba | 1       | 1981 |
| Dedebit FC                                  | Addis Abeba | 1       | 2013 |
| Jimma Aba Jifar FC                          | Jimma       | 1       | 2018 |
| Mekelle 70 Enderta FC                       | Mekelle     | 1       | 2019 |
| Fasil Kenema SC                             | Gondar      | 1       | 2021 |

## Goleadores
| Temporada |                                         | Jugador                    | Club                       | Goles |
| 2000/01   | Bandera de Etiopía                      | Yordanos Abay              | EEPCO FC                   | 24    |
| 2001/02   | Bandera de Etiopía                      | Yordanos Abay              | EEPCO FC                   | 20    |
| 2004/05   | Bandera de Etiopía                      | Medhne Tadesse             | Trans Ethiopia             | 19    |
| 2005/06   | Bandera de Etiopía                      | Tafesse Tesfaye            | Ethiopian Coffee SC        |       |
| 2006/07   | Bandera de Etiopía                      | Tafesse Tesfaye            | Ethiopian Coffee SC        |       |
| 2007/08   | Bandera de Etiopía                      | Saladin Said               | Saint-George SA            | 21    |
| 2010/11   | Bandera de Etiopía · Bandera de Etiopía | Adane Girma Getaneh Kebede | Saint-George SA Dedebit FC | 20    |
| 2011/12   | Bandera de Etiopía                      | Adane Girma                | Saint-George SA            | 22    |
| 2014/15   | Bandera de Nigeria                      | Samuel Sanumi              | Dedebit FC                 | 22    |
| 2016/17   | Bandera de Etiopía                      | Getaneh Kebede             | Dedebit FC                 | 25    |
| 2017/18   | Bandera de Nigeria                      | Okiki Afolabi              | Jimma Aba Jifar FC         | 23    |
| 2018/19   | Bandera de Etiopía                      | Amanuel Gebremikael        | Mekelle City FC            | 18    |